# Herman Goossens
Herman Goossens (1957) is een Belgische arts en hoogleraar. Hij is expert microbiologie en de coördinator van de Europese projecten RECOVER en PREPARE. Hij was een veelgevraagd expert over SARS-CoV-2 en ontwikkelde een eigen speekselsneltest.

## Biografie[3]
Goossens studeerde af in geneeskunde in 1982 aan de VUB en werd er doctor in de wetenschappen in 1990. Sinds 1992 is hij hoogleraar medische microbiologie aan de Universiteit Antwerpen (UA) en stond aan het hoofd van het Labo voor Medische microbiologie (LMM). In 2022 ging hij op emeritaat.
Daarnaast is hij actief in een achttal Europese projecten waaronder RECOVER en Platform foR European Preparedness Against (Re-)emerging Epidemics (PREPARE).

## Erkentelijkheden
- 2008 - Methusalem-wetenschapper